# V Horách
Přírodní rezervace V Horách se nachází v katastru obce Terešov a od stejnojmenné obce je vzdálena zhruba dva kilometry severně. Nachází se v sousedství chráněné krajinné oblasti Křivoklátsko. Předmětem ochrany je jedna z nejbohatších lokalit výskytu tisu červeného. V dané lokalitě se nachází ke třem tisícům jedinců starých 200–800 let. Významné je zde i bylinné patro obsahující například udatnu (Aruncus), oměj vlčí mor (Aconitum lycoctonum) či konopici zdobnou (Galeopsis speciosa).